# Črnci
Članek govori o naselju. Za raso glej Črna rasa. Za naselje v Občini Tišina glej Murski Črnci.
Črnci (izgovarjava [ˈtʃəɾntsi], v starejših virih Črnce, nemško Schirmdorf) so naselje v severovzhodni Sloveniji v Občini Apače. Ležijo na Štajerskem, danes pa so tudi del Pomurske statistične regije. Naselje se nahaja približno 1,5 km zahodno od Apač ob cesti št. 438. 
V vasi stoji baročni dvorec Freudenau iz začetka 17. stoletja. Objekt je bil prezidan v neoklasicističnem slogu v 19. stoletju. Na začetku vasi stoji kužno znamenje iz 17. stoletja. V središču vasi stoji kapelica z zvonikom s preloma 19. v 20. stoletje.